# تفشي الإيدز في السند 2019
تفشي الإيدز في السند هو تفشي فيروس نقص المناعة البشرية في السند في باكستان، وعلى إثره أُعلنت حالة الطوارئ من الدرجة الثانية من قبل منظمة الصحة العالمية في إقليم السند جنوبي باكستان. اعتبارًا من 13 يونيو 2019 تم اختبار ما لا يقل عن 798 شخصًا بينهم أكثر من 650 طفلًا بفيروس نقص المناعة البشرية من أصل 27.000 شخص تطوعوا للفحص. يشتبه مسؤولو قطاع الصحة الباكستاني في أن هذا التفشي للفيروس مرتبط بإعادة استخدام المحاقن وعمليات نقل دم دون اتباع إجراءات الفحص والاختبار اللازمة.